# Rojos de Candelaria
El Rojos de Candelaria Béisbol Club, también conocido como Rojos de Tenerife, era un equipo español de béisbol de Candelaria, Tenerife (Canarias). Compite en la Liga española de béisbol, que ganó en la temporada 2004 y de la que fue subcampeón en la 2005. Campeón de la Recopa de Europa de béisbol en 2004 y 2005 y tercer clasificado en la Copa de la CEB de 2003. Jugaba en el campo de El Burgado (Puerto de la Cruz), que compartía con el Marlins Puerto Cruz.

## Palmarés
- 1 Liga española (2004)
- 2 Copas del Rey (2004 y 2005)
- 2 Recopas de Europa (2004 y 2005)